# Caria arete
Caria arete är en fjärilsart som beskrevs av Felder 1861. Caria arete ingår i släktet Caria och familjen Riodinidae. Inga underarter finns listade i Catalogue of Life.